# 磁镀线存储器
磁镀线存储器（英語：Plated wire memory）是由贝尔实验室在1957年研发的一个磁芯記憶體分支。它最主要的优势在于它能够被机械组装，相比手工组装的磁芯，这潜在地降低了成本。
磁镀线存储器使用了网格式导线，并涂上了一层铁-镍合金（透磁合金）薄层，而不是独立的铁酸盐核心。传统存储在铁酸盐核心的磁场被存储在导线本身。磁镀线存储器的工作方式和磁芯存储器基本类似，但是可以和一个不要求重刷新（refreing）的非破坏性读取设备构建在一起。
磁镀线存储器有许多应用，典型的包括航空航天。它在UNIVAC 1110和UNIVAC 9000系列计算机、海盗号登火星计划、LGM-30 Minuteman和哈勃空间望远镜中都有应用。